# 图兹拉市足球俱乐部
图兹拉市足球俱乐部，是波斯尼亚和黑塞哥维那实体之一波黑联邦市的职业足球俱乐部。该俱乐部参加波黑足球超级联赛的赛事。